# Bezstronność
Bezstronność - dyrektywa sprawiedliwości, w myśl której decyzja powinna być podejmowana na podstawie obiektywnych kryteriów, a nie osobistych przekonań, uprzedzeń, preferencji lub w wyniku wpływu innych osób. Jest to brak dezaprobaty, pewne przyzwolenie, brak sprzeciwu.
Bezstronność jest też stanowiskiem osoby, która nie chce brać udziału w sporze lub konflikcie.